# Битка при Тапс
Битката при Тапс през 46 г. пр.н.е. е битка от римската гражданска война, която се състои на брега на Северна Африка, в днешен Тунис.
По време на гражданската война между Юлий Цезар и Помпей (49 – 45 г. пр.н.е.), поддръжниците на Помпей успяват да се наложат в провинция Африка и да се съюзят с Юба I от Нумидия. След победата на Цезар над Помпей при Фарсал обаче, Цезар си осигурява източната част на държавата и през декември 47 г. пр.н.е. пристига в провинция Африка.
Квинт Цецилий Метел Пий Сципион продължава борбата срещу Цезар, след убийството на Помпей през 48 г. пр.н.е.. Той последва Цезар след пристигането му край град Тапс (дн. Рас Димас), южно от Картаген и нарежда войските си в боен ред. Слоновете му побягват, изплашени от Цезаровите стрелци и унищожават собствените си линии.
Цезар побеждава и така успява да подсигури важната за житното снабдяване на Рим провинция и да анексира царство Нумидия.